# Cyberpunk 2020
Cyberpunk 2020 is een cyberpunk rollenspel geschreven door Mike Pondsmith en uitgegeven door R. Talsorian Games.

## Samenvatting
Gebaseerd op het werk van William Gibson, Bruce Sterling en andere schrijvers van de "mirrorshades group". Het spel bevat een aantal elementen die nu geassocieerd worden met de jaren 80, zoals het concept van "style over substance" en glamrock. De fictieve geschiedenis van het spel heeft ook een aantal opvallende hiaten, zoals de val van de Sovjet-Unie en het wijdverspreide gebruik van mobiele telefoons.
Het spel legt sterker de nadruk op sommige aspecten van het genre dan op andere, met veel aandacht voor gevechten, geavanceerde wapens en cybernetica, terwijl doping en drugs op de achtergrond gehouden of ontmoedigd worden, en kunstmatige intelligentie, genetische manipulatie en klonen nauwelijks genoemd worden.
De soorten personages die gespeeld kunnen worden is erg divers, variërend van zwaarbewapende huurlingen met gedachtegestuurde wapens en verhoogde reflexen, tot super-yuppies die Armani-pakken dragen en de economie van hele landen met een handtekening om zeep kunnen helpen.
De setting van het spel is twee keer gebruikt voor een verzamelkaarspel. Het eerste was voor Netrunner, ontworpen door Richard Garfield en uitgegeven door Wizards of the Coast in 1996. Het andere is de Cyberpunk CCG uitgegeven door Social Games.

## Cyberpunk 2013
Cyberpunk 2020 is de tweede editie van het originele spel, Cyberpunk 2013, vaak gewoon "Cyberpunk" genoemd. Het werd origineel, in 1988, uitgegeven als een set boeken in een doos, en R. Talsorian bracht daarna een paar uitbreidingen uit voor deze editie, waaronder Rockerboy, Solo of Fortune, en Hardwired.
De tweede editie had verbeterde regels en andere veranderingen, en schoof het spel 7 jaar verder de toekomst in, van 2013 naar 2020.

## Spelregels
De basisregels van Cyberpunk 2020 (ook het Interlock System genoemd) is gebaseerd op vaardigheden in plaats van levels; spelers krijgen punten die ze kunnen gebruiken om nieuwe vaardigheden te "leren", wat vaak ook tijd kost in het spel. Een belangrijk deel van het spel is dat de personages zichzelf laten "verbouwen" met cybernetische implantaten, en het hieruit voortvloeiende verlies aan menselijkheid omdat ze meer machine dan mens worden.
Cyberpunk 2020 is erg geschikt om avonturen in een film noir genre te spelen, maar bepaalde aspecten van het regelsysteem kunnen ervoor zorgen dat spelsessies neerkomen op grote knokpartijen met veel doden en gewonden, in de trant van actiefilms uit de jaren 80.
Alhoewel elke speler een klasse of "rol" voor zijn of haar personage moet kiezen, is er genoeg variatie in het vaardighedensysteem dat geen twee personages van dezelfde klasse identiek zullen zijn. Dit onderscheidt Cyberpunk van spellen als Dungeons & Dragons waar de klasse vaak het personage bijna volledig bepaalt. Omdat Cyberpunk 2020 gebaseerd is op vaardigheden, kunnen personages vele kanten op om hun personage te ontwikkelen rondom de speciale vaardigheid van hun gekozen klasse. Het is ook mogelijk personages te maken die in het geheel niet kunnen vechten.
De regels voor vuurgevechten, getiteld Friday Night Firefight, zijn dodelijker dan in vele andere spellen. Ongeacht wie het personage is, een enkele kogel kan al een dodelijke wond veroorzaken. Dit bevordert een spel dat meer gericht is op tactiek en rondsluipen, wat past bij het ruige en groezelige imago van het cyberpunk-genre. Een .22-kogel kan bijvoorbeeld al een personage doden als hij van dichtbij in het hoofd geschoten wordt. Dit verschilt duidelijk met vele andere spellen, waarin schade meestal niet op een bepaalde plek toegebracht wordt maar waar eenvoudigweg "hit points" afgeteld worden. Hoeveel schade iemand kan absorberen gaat ook niet omhoog als het personage meer ervaring krijgt. De enige manieren om beter te kunnen overleven, zijn om te zorgen dat je niet geraakt wordt, of om implantaten te kopen om wonden beter te weerstaan, of om gepantserde kleding te dragen.

## De Wereld van Cyberpunk 2020
Cyberpunk 2020 speelt, zoals de naam aangeeft, in Noord-Amerika in het jaar 2020. De normale setting voor het spel is de fictieve stad Night City, die tussen Los Angeles en San Francisco in ligt aan de westkust van de Verenigde Staten. Latere uitbreidingen voor het spel bevatten informatie over de rest van de VS en de wereld.
Als gevolg van een ineenstorting van de sociaal-economische wereldorde, waren de Verenigde Staten genoodzaakt om zich tot megacorporaties te wenden om te kunnen overleven. Dit heeft die laatsten feitelijke vrijspel gegeven om te doen wat ze willen.

### De Megacorporaties
- Arasaka, een Japanse zaibatsu met een megalomane president-directeur die z'n droom van Japanse wereldheerschappij probeert te verwezenlijken.
- Biotechnica
- Eurobusiness Machines (EBM), een IT-bedrijf (duidelijk een verwijzing naar IBM).
- Kendachi
- Merril, Asukaga & Finch, financieel analisten.
- Microtech
- Militech, Amerikaans wapenfabrikant en huurleger.
- Mitsubishi-Koridanshu
- Petrochem, een energiebedrijf
- SovOil, een neo-Sovjet oliebedrijf dat een groot deel van de petrochemische markt in handen heeft.
- Zetatech

## Vervolgen

### Cybergeneration
Cybergeneration is een vervolg op het originele Cyberpunk 2020, en speelt 7 jaar later. Het wordt beschouwd als een alternatieve toekomst (onafhankelijk van de gewone Cyberpunk-tijdslijn, zie V.3 hieronder). Cybergeneration is grotendeels gebaseerd op het concept van nanotechnologie: een nanoplaag muteert de jeugd en drijft ze naar de marges van de samenleving, die bang is voor hun krachten. Cybergeneration is origineel uitgegeven als een uitbreiding voor Cyberpunk, maar werd later opnieuw uitgebracht als een geheel losstaand spel.

### Starblade Battalion
Starblade Battalion, een setting voor R. Talsorians verwante rollenspel Mekton, stelt een verre toekomst voor van de wereld van Cyberpunk 2020 (het speelt in het jaar 2180) waarin de "primitieve" ACPA technologie uit 2020 uitgegroeid is tot 15 meter hoge robots gemaand Mektons. Tussen de Cyberpunk- en Starblade Battalion-settings in is de aarde getroffen door een wereldwijde ecologische ramp die de "Ecocollapse" genoemd wordt, en wordt de planeet geregeerd door een dictatoriale milieubewuste regering, de United Stellar States Alliance. Menselijke kolonies in de ruimte worden daarentegen geregeerd door manipulerende bedrijven onder de naam Pleiades Confederacy. De setting van Starblade Battalion lijkt erg op die van Gundam, vooral in dat geen van beide partijen erg "goed" genoemd kan worden, en dat de scheidslijn vooral "wij" en "zij" is. Ook net als in Gundam is er een idealistische derde partij (in dit geval het Starblade Battalion) dat tegen beide partijen strijdt om een beter toekomst te realiseren.

### Cyberpunk V.3
Cyberpunk V.3 (ook bekend als Cyberpunk Version 3 of de werktitel Cyberpunk 203X) is de volgende generatie van het Cyberpunk-rollenspel. De setting is sterk gemoderniseerd ten opzichte van de laatste boeken, Firestorm, die ging over het begin van de Vierde Corporatieoorlog.
De gevolgen van deze oorlog waren onder andere grootschalige corruptie van het Net en groot verlies van gegevens, tot het punt bereikt is waarop er zelfs geen zekerheid is over de recente geschiedenis. Een voorbeeld dat terugkomt in speldemonstraties door Mike Pondsmith op beurzen, materiaal dat op het Internet is uitgebracht, en ook in het uiteindelijke spel voorkomt, is dat de geschiedschrijving zo verward is geraakt dat veel mensen geloven dat Richard Nixon, in plaats van af te treden vanwege Watergate, live op tv zelfmoord pleegde, en dat memen zoals de complottheorieën rond de Apollo-maanlanding wijdverspreid zijn geraakt.
De oorlog heeft ook geleid tot het ineenstorten van naties, de wereldeconomie, en veel van de oude megacorporaties. Dit alles heeft geleid tot de opkomst van de altcults, alternatieve culturen die lijken op de phyles uit Neal Stephensons The Diamond Age. Feitelijk heeft Cyberpunk V.3 meer van doen met het nieuwe literaire postcyberpunk-genre dan met de Gibson-Sterling spiegelbril-beweging.
Naast aanpassingen in de regels van het Fuzion-systeem en de achtergrond van het spel, gebruikt Cyberpunk V.3 ook concepten over uit de ervaringen die Pondsmith opdeed met computer- en videospellen bij Microsoft, alsook met bedrijfscultuur, zoals snellere en eenvoudigere regels om personages te maken via sjablonen, URL-links naar websites met extra's, en het voorstellen van groepen, organisaties en bedrijven als "personages".
Cyberpunk V.3 was berucht voor de lange tijd dat het duurde voordat het spel uitkwam (het werd origineel verwacht in 1998) en de vele geruchten over de datum waarop het uiteindelijk uit zou komen
Vanaf 17 december 2005 was de PDF-versie van het regelboek online beschikbaar, met de belofte dat de gedrukte versie binnenkort zou volgen. De eerste reacties van websites zoals RPG.net waren gemengd en niet erg enthousiast, maar dit lijkt voor een groot deel te zijn van mensen die reageren op besprekingen van de nieuwe versie, en die het boek zelf (nog) niet gelezen hebben. Er is vooral veel negatief commentaar op de illustraties in het PDF-bestand, zelfs van lezers die positief zijn over de eigenlijke inhoud, en ook op lay-out- en continuïteitsfouten. De illustraties bestaan voornamelijk uit bewerkte foto's van actiefiguren, allemaal in groen, zwart en wit. De gedrukte versie kwam uit op 15 januari 2006, en verschilt bijna niet van de PDF.

#### De Altcults
- Corpore Metal or Cee-Metal — een vereniging van cyborgs.
- Desnai — Disneyworld-achtige pretpark-wooncomplexen die proberen zichzelf te beschermen tegen de anarchie buiten hun muren.
- Edgerunners — de nakomelingen van de anti-bedrijfsbewegingen uit het originele Cyberpunk.
- Reef — een onderwatergemeenschap waarvan de leden veel implantaten hebben om in de oceaan te kunnen overleven.
- Riptide Confederation — een vloot Japanse drijvende steden die van Japan afgesneden zijn na een nucleaire burgeroorlog in dat land.
- Rolling State — de nakomelingen van de Nomadenfamilies uit Cyberpunk 2020, die nu geavanceerde technologie gebruiken om mobiele steden op het land te bouwen.

Daarnaast zijn er ook de Fallen Angels, schrootverzamelaars in de ruimte, de Ghosts, mensen die hun geest in het Net hebben geüpload, en de Neo-Corps, de overlevende bedrijven uit 2020 die nu lijken op de georganiseerde misdaad. De zes bovenstaande zijn echter de enige die in detail beschreven zijn.